# Unserer Lieben Frau (Weiler)

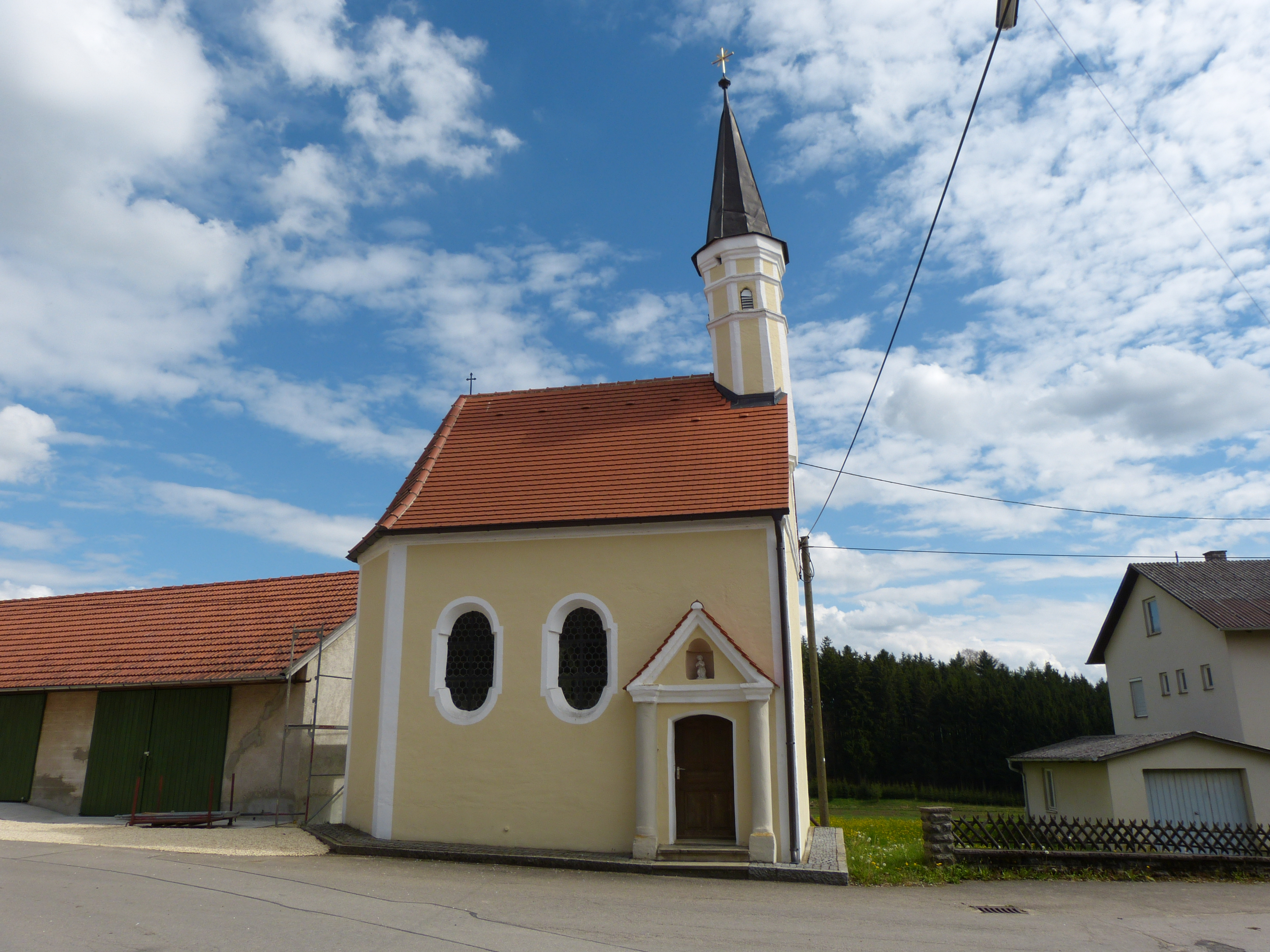
Kapelle Unserer Lieben Frau, in Weiler

Die römisch-katholische Kapelle Unserer Lieben Frau steht in Weiler, einem Ortsteil der Gemeinde Eppishausen im Landkreis Unterallgäu, Bayern. Der Kirchenbau steht unter Denkmalschutz.

## Geschichte
Im Receß über die neuerbaute Kapelle vom 31. März 1713 wird Alban Onuphrius von Singern, der Dekan und Pfarrer von Eppishausen, genannt, der im Jahr 1705 testamentarisch eine Summe zum Bau der Kapelle gestiftet hatte. Eine Inschrift an der Empore berichtet darüber, dass die Ausführung des Kapellenbaus 1711 mit Einwilligung des Grafen Johann Maximilian Joseph Fugger durchgeführt wurde.

## Baubeschreibung

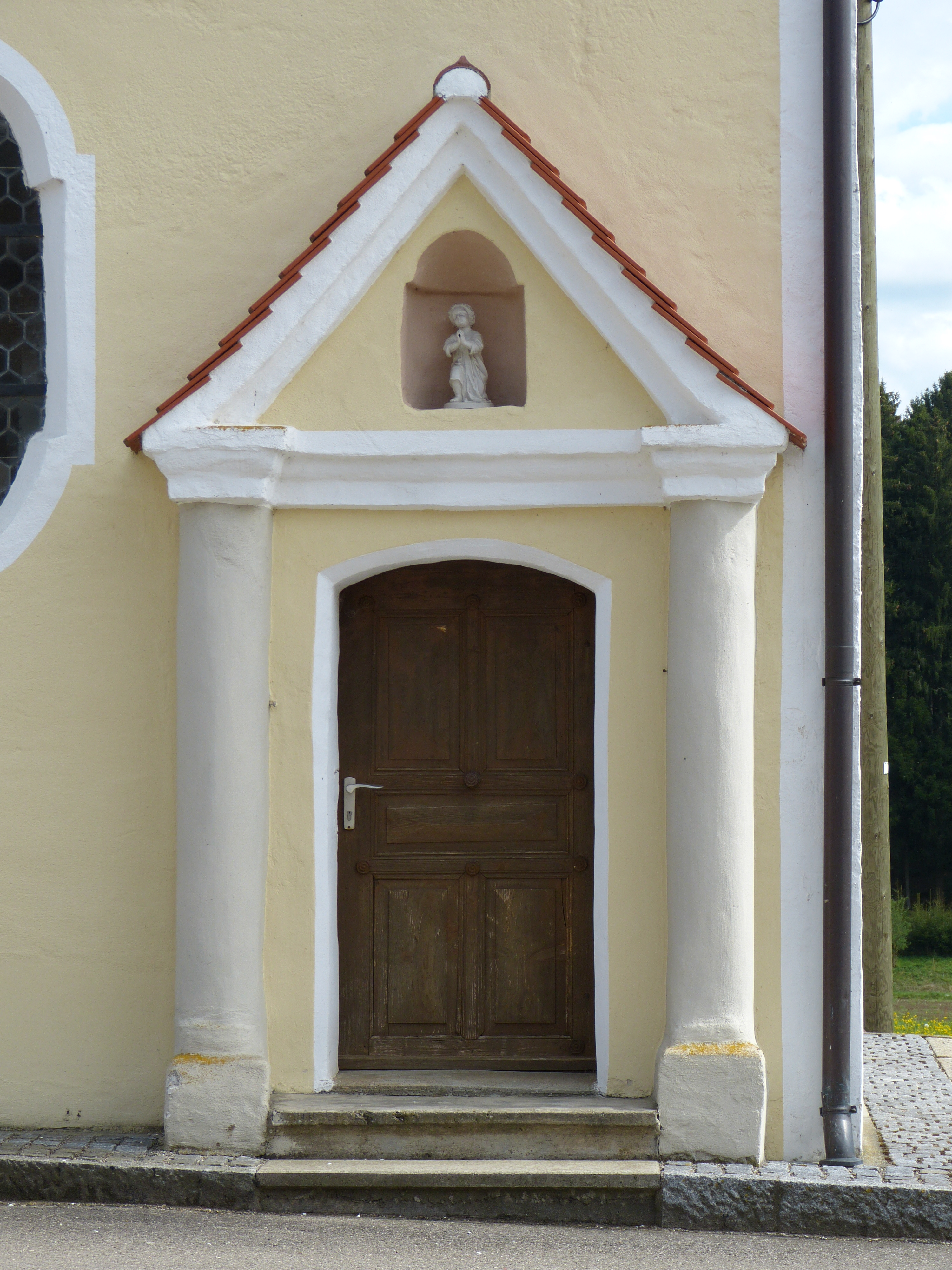
Eingang mit Ädikula zur Kapelle

Die Kapelle besteht aus einem Saal mit drei Fensterachsen und einem dreiseitigen Schluss. Hinter dem Altarauszug, in der Scheitelachse, ist eine schmale querovale Fensteröffnung vorhanden. Marmorartige bemalte Lisenen flankieren die östliche Achse der Längswände, eingezogene rundbogige Fenster befinden sich an der östlichen Achse. Der Innenraum ist mit einer Flachtonne abgeschlossen, die sich im Osten mit der polygonalen Chorwand verschneidet. An der Außenwand der Kapelle ist ein profiliertes Trauf- und Giebelsohlgesims vorhanden. An der Nordseite führt eine Stichbogentür in den Innenraum, um diese ist eine Ädikula aus Halbsäulen und verkröpftem Gesims angebracht, darüber ein steiler Dreiecksgiebel, in dem eine eingezogene Rundbogennische vorhanden ist. Oberhalb des Giebels auf der Westseite steht ein achteckiger Dachreiter, in dessen Oberteil an den Hauptseiten kleine, eingezogene rundbogige Öffnungen vorhanden sind. Gekrönt wird der Dachreiter durch einen Spitzhelm.

## Ausstattung
Der Altar wurde um das Jahr 1711 aus Holz geschaffen und ist in den Farben rot, braun und olivgrün marmoriert. Das Dekor ist vergoldet und versilbert. Die Predella über dem Kastenstipes ist durch Säulen gegliedert und besteht aus drei verglasten Schreinen. In diesen Schreinen sind die Herzen Jesu, Mariä und Josefs dargestellt. Der mittlere der drei verglasten Schreine ist dabei breiter, wobei die beiden äußeren Schreine vorgestaffelt sind. In den beiden äußeren Schreinen befinden sich Statuetten der heiligen Rochus und Sebastian. Diese waren ehemals über den inneren Säulen der äußeren Schreine aufgestellt. Der Altaraufbau besteht weiterhin aus einer Rundbogennische mit einer Nachbildung der Muttergottes von Altötting. Zu beiden Seiten befinden sich je drei korinthische Säulen sowie vor der mittleren noch eine vorgestaffelte Säule auf einer Volutenkonsole. Das Gebälk ist reich verkröpft und besteht aus Segmentgiebelstücken, darauf sitzende Engel. Im Auszug ist eine Halbfigur Gottvaters mit Strahlenkranz angebracht.
Die Fresken stammen, wie der Altar, aus der Zeit um 1711. Ludwig Dreyer legte die Fresken in den Jahren 1955 bis 1960 wieder frei und ergänzte sie. In der Deckenmitte befindet sich ein sechseckiges Feld mit einem neubarocken Gemälde. Darauf ist die Muttergottes auf einer Rose zu sehen. Das Mittelfeld umgeben sechs kreisförmige Felder, die Szenen aus dem Leben Mariens in Tonmalerei darstellen. Beginnend im Osten im Uhrzeigersinn stellen die Szenen die Vermählung Mariens, Verkündigung des Herrn, Mariä Heimsuchung, Geburt Jesu, die Flucht nach Ägypten sowie den Tod Marias dar. Spiralige Akanthusranken sind in der freien Fläche dazwischen gemalt.
Die Emporenbrüstung enthält drei von Akanthusranken umgebene Medaillons. Von links nach rechts zeigen diese den Erzengel Michael, die Heilige Familie sowie das Bild eines predigenden Pfarrers, vermutlich des Stifters der Kapelle. Darunter steht folgende Inschrift:

„Der hoch wirbige in gott gaiffe wohlegeborig hochgeachtet / herr Albanus Onuphrius von singerrt langezeith gewester Pfarrer / zu Eppishausen s sh...hatt dise kappel von aigner / gelt mittlen mit onser gaistl. und weltlicher Obrikeith / erbauen lassen, damit die vesaunantisen viller vesperr / an son und feirteg anbetung des H. Rosenkrantz / möchte ersötz werden und wolle ihme ond uns alle / durch die virbith der Muetter gottes Maria / gnedig sein. Erbauth worde im / Jahr 1711.“

Das Kirchengestühl stammt aus der zweiten Hälfte des 18. Jahrhunderts und wurde aus Nadelholz gefertigt. Es ist nicht gefasst und besitzt Schweifwangen. Mehrere gefasste Holzfiguren befinden sich in der Kapelle, dies sind eine Muttergottes aus der Zeit um 1710, eine Anna Selbdritt und der heilige Joachim und ein heiliger Michael aus der gleichen Zeit. Das Kruzifix stammt aus dem 18. Jahrhundert. Der zweitürige Schrank auf der Empore ist schlicht bemalt und wurde um 1710 aus Nadelholz gefertigt.